# 延德
延德是日本的年號之一。在長享之後，明應之前。指1489年到1492年的期間。這個時代的天皇是後土御門天皇。室町幕府的將軍是足利義尚、足利義材。

## 改元
- 長享3年8月21日（陽曆1489年9月16日） 改元
- 延德4年7月19日（陽曆1492年8月12日） 改元為明應

## 出典
出自『孟子』的「開延道德」。

## 延德年間要事
- 元年2月23日（1489年） - 銀閣（東山山莊・慈照寺）之上棟式。

### 出生
- 元年（1489年） - 細川澄元、武將（永正17年逝世）
- 元年（1489年） - 細川澄之、細川政元的養子（永正4年逝世）

### 逝世
- 元年3月26日（1489年4月26日） - 足利義尚、室町幕府9代將軍（寬正6年出生）
- 2年1月7日（1490年1月27日） - 足利義政、室町幕府8代將軍（永享8年出生）
- 2年12月18日（1491年1月21日） - 畠山義就、武將（永享9年出生）
- 3年1月7日（1491年2月15日） - 足利義視、足利義政之弟（永享11年出生）

## 西元對照表
| 延德 | 元年   | 2年    | 3年    | 4年    |
| ---- | ------ | ------ | ------ | ------ |
| 西曆 | 1489年 | 1490年 | 1491年 | 1492年 |
| 干支 | 己酉   | 庚戌   | 辛亥   | 壬子   |

## 相關項目
| 前一年號： 長享 | 日本年號 | 下一年號： 明應 |